# Lista över generalsekreterare i Europarådet

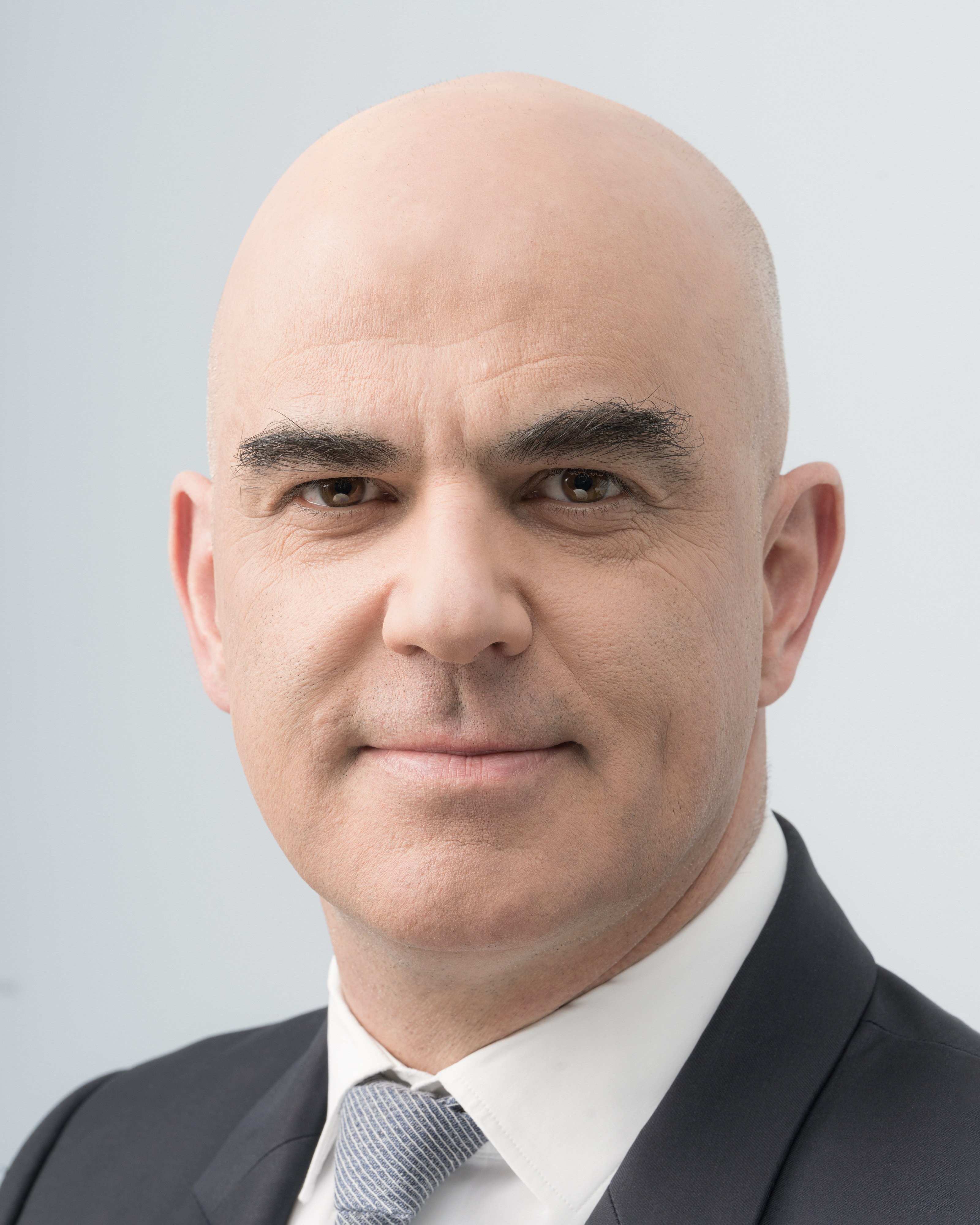
Alain Berset, Europarådets nuvarande generalsekreterare.

Generalsekreteraren i Europarådet väljs av Europarådets Parlamentarikerförsamling (Parliamentary Assembly of the Council of Europe) för fem år.
| Nationalitet   | Namn                    | Tillträdde        | Avgick            |
| -------------- | ----------------------- | ----------------- | ----------------- |
| Frankrike      | Jacques Camille Paris   | 11 augusti 1949   | 17 september 1953 |
| Frankrike      | Léon Marchal            | 21 september 1953 | 24 september 1956 |
| Italien        | Lodovico Benvenuti      | 19 september 1957 | 15 mars 1964      |
| Storbritannien | Peter Smithers          | 16 mars 1964      | 15 september 1969 |
| Österrike      | Lujo Tončić-Sorinj      | 16 september 1969 | 16 september 1974 |
| Västtyskland   | Georg Kahn-Ackermann    | 17 september 1974 | 17 september 1979 |
| Österrike      | Franz Karasek           | 1 oktober 1979    | 1 oktober 1984    |
| Spanien        | Marcelino Oreja Aguirre | 1 oktober 1984    | 1 juni 1989       |
| Frankrike      | Catherine Lalumière     | 1 juni 1989       | 31 maj 1994       |
| Sverige        | Daniel Tarschys         | 1 juni 1994       | 1 september 1999  |
| Österrike      | Walter Schwimmer        | 1 september 1999  | 31 augusti 2004   |
| Storbritannien | Terry Davis             | 1 september 2004  | 31 augusti 2009   |
| Norge          | Thorbjørn Jagland       | 1 oktober 2009    | 18 september 2019 |
| Kroatien       | Marija Pejčinović Burić | 18 september 2019 | 17 september 2024 |
| Schweiz        | Alain Berset            | 18 september 2024 |                   |